# ルイス・フライ・リチャードソン

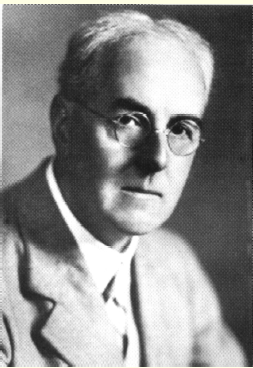
ルイス・フライ・リチャードソン

ルイス・フライ・リチャードソン（Lewis Fry Richardson、1881年10月11日 - 1953年9月30日）は、イギリスの数学者・気象学者・心理学者。数値解析による天気予報と並列計算の予言となった「リチャードソンの夢」や、マンデルブロによって引用されフラクタル研究の嚆矢とされる海岸線や国境線の長さの調査で知られる。

## 初期の経歴
リチャードソンは1881年10月11日にイギリスのニューカッスル・アポン・タインでデイヴィッド・リチャードソンとキャサリン・フライの7人の子供の1人として生まれた。一家は敬虔なクエーカーで、そのことが彼にも大きく影響することになる。
彼は1894年にブーザム・スクール（Bootham School：ヨークにあるクエーカー系の寄宿学校）に入学した。1898年にはDurham College of Scienceに入学して数学、物理学、化学、動物学と植物学を学んだ。1903年、彼はケンブリッジ大学のキングス・カレッジを卒業した。1905年からアベリストウィス大学の教職、1912年からマンチェスター工科大学（現マンチェスター大学工学部）の教職など、いくつかの職を転々とした後、1913年にイギリス気象局のEskdalemuir測候所の所長となった。
クエーカーとしての信念により、リチャードソンは平和主義者でもあった。彼は良心的兵役拒否者として第一次世界大戦への従軍を拒否し、1916年から1919年までフランス軍の歩兵部隊で看護兵として友軍救急任務に就いた。戦後彼は気象局に復職したが、その職場が1920年にイギリス空軍省に吸収されたので辞職した。1926年王立協会フェロー選出。

## 気象学
リチャードソンは気象学に興味を持ち、微分方程式を離散化して数値的に解くこと（数値解析）による天気予報、すなわち現在使われている数値予報の原理を思いつき、実際にその計算を行った。大戦中に集めたデータを用いたが、当時の計算技術の制限のためにわずか6時間の予報に2ヶ月かかり、しかも数値の処理に問題があったため予報は失敗に終わった。1922年に彼は著書の中で「64,000人の計算者を巨大なホールに集めて指揮者の元で整然と計算を行えば実際の天候の変化と同じくらいの速さで予報が行える」と見積もった。「リチャードソンの夢」と呼ばれたこの構想は、コンピュータの出現により1950年代に実用化され、またその後の並列HPC技術とその応用（すなわち、自然現象の計算はその多くが並列化可能である、という原理）を見事に予言したものと現代では評価されている。

### 予報工場という夢
リチャードソンは、1913年にスコットランドの片田舎にあるイギリス気象局の地磁気と気象の観測所であるエスクデールミュア（Eskdalemuir）観測所の所長となった。この静かな恵まれた環境で彼は、気象予測のための方程式を差分法を使って大勢の計算者で手分けして計算する「予報工場（forecast factory）」を思いついた。彼はこの工場について、高い演壇に腰掛けた指揮者がオーケストラの演奏会のように指揮して、巨大なホールに収容された計算者に気象予測の計算を同期して行わせる状況を想像した。彼はこの構想を進めるに当たって、気象予報の実現方法は異なるが、同じように物理方程式を用いた気象予報を研究していたヴィルヘルム・ビヤークネスの本を参考にした。

### 気象予測の実際の数値計算
第一次世界大戦が本格化すると、リチャードソンは強い平和主義者であったがゆえに戦場の体験を求めた。彼は1916年にわざわざ所長の職を辞して、救急支援隊（Friends Ambulance Unit）に志願して、砲弾が飛び交うフランスの戦場で救急車を運転して負傷者を運んだ。彼はこの環境の中で気象予測のための方程式を差分法を使って、格子状に分割したヨーロッパを対象にして一人で気象の数値計算を行った。計算の初期値には、ライプチヒ大学地球物理学研究所が発行した国際高層気象観測日の観測データを用いた。彼は1910年5月20日午前4時から6時間後の大気変数の時間変化を、6週間かかって計算した。彼の計算式は原理的には正しいはずだったが、計算で出た気圧変化は145 hPaという値という非現実的な値となった。彼はこの結果を1922年に「数値手法による気象予報（Weather Prediction by Numerical Process）」という本にして出版した。
リチャードソンは1919年にイギリスに帰国した後、気象局のベンソン気象台で気象学の研究を行った。しかし、1920年にイギリス気象局が空軍省の傘下に入ると、クエーカー教徒で平和主義者だった彼は、毒ガスなどへの軍事利用を避けるために、やりかけの気象研究を全て廃棄した上で気象局を去った。彼はウェストミンスター・トレーニング・カレッジで教鞭を取り、後にはペイズリー・テクニカル・カレッジの校長となった。

### 失敗した原因
リチャードソンが予測した気圧変化が大きく外れた原因は、次のように考えられている 。
- 初期値に用いた観測された気圧値が、実際には総観規模の気圧変化に影響を与えない大気重力波による高周波を含んでいたにもかかわらず、その値をそのまま用いて6時間後の気圧変化を予測した。
- リチャードソンが使ったプリミティブ方程式群には連続の式が含まれていた。オーストリアの気象学者マルグレス（Max Margules）が1904年に指摘していたように、比較的誤差の大きい風の観測値を用いて連続の式の収束と発散から気圧の時間変化を算出すると、大きな誤差を生む可能性があった。この点については彼も気づいており、本の改訂版のためのメモには連続の式を取り除かねばならないことが記されていた。
- 波などの連続量を非連続的な時間と空間ステップごとに計算する手法である差分法で計算すると、計算のステップを波などの物理量がもつ時空間スケールに適したものにしないと、途中で計算不安定を引き起こすことがある。これはクーラン（Courant-Friedrichs-Lewy, CFL）条件と呼ばれているが、これは1928年まで知られていなかった。

### 数値予報の実現
リチャードソンは、自身の失敗を本にして出版した。第二次世界大戦後にフォン・ノイマンが中心となって電子コンピュータを用いた数値予報が研究され始めると、多くの気象学者がリチャードソンが失敗した原因について研究した。1940年代後半にそれを回避する方策が検討され、実際の数値予報の研究に活かされた。オペレーショナルという観点でリチャードソンの予報工場の考えが実現したのは、スウェーデンの気象学者カール=グスタフ・ロスビーが率いるストックホルム大学の国際気象研究所が協力して、スウェーデン王国空軍気象サービスが1954年12月から開始した現業気象予報である。
またリチャードソンは乱気流に関する実験も行った。乱流に関する無次元量のリチャードソン数は彼の名前にちなんでいる。

## 戦争の数学的解析
リチャードソンはまた、気象と同じように国際紛争を数学的に定式化して分析しようと試みた。彼は軍備の増大する割合は相手国の軍備と相手国に対する不信に比例し、すでに自国が持っている軍備に反比例するという理想化された二国間の軍備に関する微分方程式を立てた。これから、ある二国間関係が安定か不安定かという結論が得られる。
さらに、リチャードソンは戦争の原因に関する統計的な分析も行った。彼が考慮した要素には経済、言語および宗教が含まれていた。

## フラクタル
戦争の原因を調査しているとき、リチャードソンは接した二ヶ国の国境線の長さが大きく食い違うことに気づいた。たとえば、スペインとポルトガルの国境線の長さをスペインは987kmと発表していたのに対しポルトガルは1,214kmと発表していた。またオランダとベルギーの国境線の長さはそれぞれ380kmと449kmと発表されていた。
彼は測定される単位が測定結果にどのような影響を与えるかを統計的に推測した。これはある有限な値に収束するかと思われたが、結果、測定が細かくなればなるほど長さは無限に長くなるだろうと見込まれた（もちろんイギリスの海岸線の長さが無限大であるわけはないが、それはプランク長という測定の下限があるからであった）。リチャードソンの結果はすなわち、地形はユークリッド幾何学的な振る舞いをしないということを示していた。しかし彼の調査は学会からは無視された。
これは1967年のマンデルブロの論文『イギリスの海岸線の長さはどのくらいか（How Long Is the Coast of Britain?）』に引用された。それにより、フラクタルの先駆的な研究のひとつとみなされるようになった。
リチャードソンは、1953年9月30日にスコットランド、アーガイルのKilmunで死去した。享年71。

## リチャードソン・メダル
1997年から、ヨーロッパ地球物理学会（EGS）はリチャードソンの業績を記念してルイス・フライ・リチャードソン・メダルを授与している。